# Barry Donath
Barry Donath, född 30 december 1932, död 1 december 2001, var en australisk friidrottare. Han deltog vid olympiska sommarspelen 1956.